# Badger (Neufundland und Labrador)
Badger ist eine Gemeinde (Town) im Nordosten der Insel Neufundland in der kanadischen Provinz Neufundland und Labrador. Badger liegt am Exploits River und liefert Holz für die Papiermühlen in Grand Falls-Windsor.
Der Zensus im Jahr 2016 ergab für die Gemeinde eine Bevölkerungszahl von 704 Einwohnern. 5 Jahre zuvor waren es noch 793 Einwohner und im Jahr 2006 waren es 813 Einwohner. Die Bevölkerung hat somit in den letzten Jahren beständig abgenommen. Die Flächenmäßig relativ kleine Gemeinde gehört mit 359,2 Einw./km² trotzdem zu dem zehn Gemeinden in der Provinz mit der größten Bevölkerungsdichte (2016: Platz 7).